# Referendo sobre a independência de Artsaque em 1991
Um referendo de independência foi realizado no Alto Carabaque (atual Artsaque) em 10 de dezembro de 1991.  Foi aprovado por 99,89% dos eleitores. Foi sem sucesso boicotado pela população azeri da região, que então constituíam 20% da sua população.

## Resultados
| Escolha                           | Votos   | %     |
| --------------------------------- | ------- | ----- |
| Favorável                         | 107,648 | 99.89 |
| Contrário                         | 1,088   | 0.11  |
| Inválidos / votos brancos         |         | –     |
| Total                             | 108,736 | 100   |
| Eleitores registrados / afluência | 132,328 | 82.17 |
| Fonte: Direct Democracy           |         |       |